# Michael Almereyda
Michael Almereyda (Overland Park, 7 aprile 1959) è un regista, sceneggiatore, produttore cinematografico e direttore della fotografia statunitense.

## Biografia
Nato nel Kansas, dapprima i suoi interessi furono il disegno e la pittura. Quando la famiglia si trasferì nella Orange County, approfittò della vicinanza di Los Angeles per attingere alla cultura cinematografica della città. A sedici anni assistette alla proiezione di un film di Rainer Werner Fassbinder all'Orange Coast College, e in quella occasione incontrò il critico Manny Farber, di cui Almereyda aveva letto il libro Negative Space. In seguito il regista disse che la figura di Farber fu importante per la sua formazione. Successivamente studiò Storia dell'arte ad Harvard, ma all'ultimo anno lasciò gli studi e si trasferì a New York per scrivere sceneggiature.

## Carriera cinematografica
Almereyda iniziò dunque come sceneggiatore; il suo primo incarico fu una riscrittura di Mandrake il mago per la Embassy Pictures, ma dopo tre settimane di lavoro il film venne abbandonato dalla casa di produzione. Alcuni suoi dialoghi sono stati inclusi nel film Atto di forza, del 1990 e in Bambola meccanica mod. Cherry 2000, film di fantascienza del 1987. Lavorò successivamente con David Lynch nel proprio film del 1994 Nadja, e con Tim Burton.
Nel 2005 girò un documentario sul fotografo statunitense William Eggleston, intitolato William Eggleston in the Real World. La sua produzione degli anni 2000 è, prevalentemente, documentaristica (si vedano come esempi l'opera prima citata e This So-Called Disaster, del 2004), mentre Hamlet 2000 è una rivisitazione in chiave moderna dell'opera di William Shakespeare.

## Filmografia
- Un eroe del nostro tempo (1985)
- Twister (1989)
- Another Girl, Another Planet (1992)
- Nadja (1994)
- At Sundance (1995)
- The Rocking Horse Winner (1997)
- The Eternal (Trance) (1998)
- Hamlet 2000 (2000)
- Happy Here and Now (2002)
- This So-Called Disaster (2004)
- William Eggleston in the Real World (2005)
- New Orleans, Mon Amour (2008)
- Big River Blues (2008)
- Tonight at Noon (2009)
- Paradise (2009)
- Cymbeline (2014)
- Experimenter (2015)
- Marjorie Prime (2017)
- Tesla (2020)